# Уку Масінґ
Уку Масінґ, ест. Uku Masing, при народженні Хуґо Альберт Масінґ (ест. Hugo Albert Masing; *11 серпня 1909, хутір Липа Райкюльської волості, Хар'юський повіт Естляндської губернії, Російська імперія — †25 квітня 1985, Тарту, Естонська РСР) — естонський філософ, перекладач, теолог, фольклорист, філолог.